# 비에른 노르드크비스트
비에른 노르드크비스트(스웨덴어: Björn Nordqvist, 1942년 10월 6일 ~ )는 스웨덴의 전 축구 선수이다. 노르드크비스트는 115경기를 출전하며 1960년대와 70년대 스웨덴 축구 국가대표팀의 주장이었으며, 1970년, 1974년, 1978년 세 번의 월드컵에 출전하였다.
클럽에서는 IFK 노르셰핑의 일원으로 알스벤스칸 우승을 경험했으며 네덜란드의 PSV 에인트호번 소속으로 에레디비시 우승을 경험하였다.
또한 노르드크비스트는 아이스 하키와 밴디도 국가대표팀 수준으로 하였다.

## 같이 보기
- A매치 100경기 이상 출전한 축구 선수 명단